# Agdistis
Agdistis – w mitologii greckiej istota obupłciowa, którą w czasie snu spłodził Zeus.
Z powodu agresywności tego stworzenia inni bogowie pozbawili je męskich narządów płciowych, z których powstało drzewo migdałowe lub granatowe. Owoce tego drzewa spożyła Nana i z tej przyczyny urodziła Attisa.
Imię Agdistis jest też przydomkiem Kybele, bogini płodności.